# Strmovo (Bajina Bašta)
Strmovo (em cirílico: Стрмово) é uma vila da Sérvia localizada no município de Bajina Bašta, pertencente ao distrito de Zlatibor, na região de Stari Vlah. A sua população era de 496 habitantes segundo o censo de 2011.

## Demografia
| 1948 | 1953 | 1961 | 1971 | 1981 | 1991 | 2002 | 2011 |
| ---- | ---- | ---- | ---- | ---- | ---- | ---- | ---- |
| 1432 | 1432 | 1418 | 1188 | 933  | 729  | 582  | 496  |